# William Aird (Politiker, 1960)

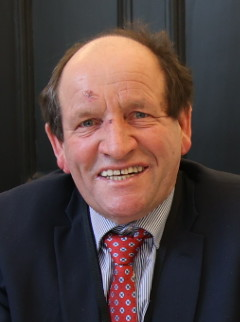
William Aird (2024)

William Aird (* 1960 im County Laois) ist ein irischer Politiker der Fine Gael (FG). Seit 2024 ist er Abgeordneter (Teachta Dála) im Dáil Éireann, dem irischen Unterhaus.

## Leben
William Aird betreibt Milchviehwirtschaft auf der Nutgrove Farm in Portlaoise im County Laois. Er ist der Enkel des Politikers William Patrick Aird. 
Bereits im Alter von 19 Jahren wurde er 1979 in die Portlaoise Town Commission gewählt. 1985 wurde er in den Laois County Council gewählt und behielt diesen Sitz bis 2024. Bei den Wahlen zum Dáil Éireann 2024 gelang es ihm auf Anhieb, für die Fine Gael einen Sitz im Wahlkreis ´Laois zu erringen.
William Aird ist mit Anne Maria verheiratet.